# Zsenipalánták
A Zsenipalánták (eredeti cím: A.N.T. Farm) 2011 és 2014 között vetített amerikai szitkom, amelyet Dan Signer alkotott. A főbb szerepekben China Anne McClain, Sierra McCormick, Jake Short, Stefanie Scott, Carlon Jeffery és Aedin Mincks látható.
Amerikában a Disney Channel mutatta be 2011. május 6-án. Magyarországon szintén a Disney Channel mutatta be 2011. december 10-én.
Chyna Parks a legújabb A.N.T. az A.N.T. programban, mely a tehetséges diákokkal foglalkozik. Az első nap találkozik Olive-val és Fletcher-rel, akik hamarosan a legjobb barátaivá válnak. Elhatározzák, hogy tehetségük kihasználásával kitörnek előre az életben.

## Cselekmény
A 11 éves zenei csodagyerek Chyna Parks részese a Zsenipalánta programnak a Webster High School-ban. Első nap találkozik Gibsonnal, az ostoba tanácsadóval, valamint Olive Doyle-val, egy eidetikus memóriájú lánnyal és Fletcher Quimby-vel, egy művésszel.

## Szereplők

### Főszereplők
| Szerep          | Színész            | Magyar hang        |
| --------------- | ------------------ | ------------------ |
| Chyna Parks     | China Anne McClain | Kardos Lili        |
| Olive Doyle     | Sierra McCormick   | Pekár Adrienn      |
| Fletcher Quimby | Jake Short         | Boldog Gábor       |
| Lexi Reed       | Stefanie Scott     | Bogdányi Titanilla |
| Cameron Parks   | Carlon Jeffery     | Berkes Bence       |
| Angus Chestnut  | Aedin Mincks       | Bogdán Gergő       |

### Mellékszereplők
| Szerep              | Színész            | Magyar hang    |
| ------------------- | ------------------ | -------------- |
| Gibson              | Zach Steel         | Fekete Zoltán  |
| Paisley Houndstooth | Alexandria Deberry | Molnár Ilona   |
| Darryl Parks        | Finesse Mitchell   | Galambos Péter |
| Susan Skidmore      | Mindy Sterling     | Kovács Vanda   |

## Epizódok
| Évad | Évad | Epizódok | Eredeti sugárzás | Eredeti sugárzás  | Magyar sugárzás      | Magyar sugárzás      |
| Évad | Évad | Epizódok | Évadpremier      | Évadfinálé        | Évadpremier          | Évadfinálé           |
| ---- | ---- | -------- | ---------------- | ----------------- | -------------------- | -------------------- |
|      | 1    | 26       | 2011. május 6.   | 2012. április 13. | 2011. december 10.   | 2012. december 10.   |
|      | 2    | 21       | 2012. június 1.  | 2013. április 26. | 2012. október 13.    | 2013. szeptember 21. |
|      | 3    | 18       | 2013. május 31.  | 2014. március 21. | 2013. szeptember 29. | 2014. május 25.      |

## Gyártás
A Disney Channel 2010. november 11-én bejelentette, hogy berendelte a sorozatot, amely 2011 elején kezdődött. 2011. november 30-án bejelentették, hogy a sorozatot megújítják egy második évadra. 2012. október 2-án bejelentették, hogy berendelték a harmadik évadot, ami az utolsó évad volt.